# Imbrasia nadari
Imbrasia nadari är en fjärilsart som beskrevs av Eugène Louis Bouvier 1928. Imbrasia nadari ingår i släktet Imbrasia och familjen påfågelsspinnare. Inga underarter finns listade i Catalogue of Life.